# Deutsches Textilmuseum
Das Deutsche Textilmuseum ist ein Museum, das in der Altstadt von Krefeld-Linn beheimatet ist. Es stellt Textilien, Kleidung und Webstoffe aus verschiedensten Kulturen aus.

## Sammlung
Das Deutsche Textilmuseum gehört zu den international wichtigsten Sammlungen mit historisch kostbaren Textilien und Bekleidung. Die Sammlung umfasst über 30.000 Objekte aus allen Teilen der Welt von der Antike bis zur Gegenwart.

## Geschichte
Etwa ab dem letzten Viertel des 19. Jahrhunderts entstand die Sammlung zunächst aus textilen Anschauungsmaterialien für Lehr- und Studienzwecke zur Aus- und Weiterbildung der technischen und künstlerischen Mitarbeiter der Krefelder Textilbetriebe. Hinzu kam gegen Ende des 19. Jahrhunderts die Textilsammlung des Mannheimer Bildhauers Jakob Krauth. 1880 wurde hieraus die Königliche Gewebesammlung gegründet. Im Jahre 1936 übernahm die Stadt Krefeld die Sammlung. Nach dem Zweiten Weltkrieg bedurften viele durch Kriegswirren beschädigte historische und kostbare kirchliche Textilien einer Restaurierung. Das Land Nordrhein-Westfalen schuf hierfür die Zentrale Forschungsstelle für die Restaurierung historischer Gewebe, welche dem Museum angeschlossen wurde. Beide Institute bilden seit 1975 das Textilmuseum Krefeld. Im Jahr 1981 zog das Museum in den eigens hierfür errichteten Neubau am Andreasmarkt und ist seitdem als Deutsches Textilmuseum Krefeld bekannt.

## Museumsleitung
- Jahr–Jahr Carl-Wolfgang Schümann
- seit 2012 Annette Paetz genannt Schieck[1][2]

## Restaurierung
Die Zentrale Forschungsstelle für die Restaurierung historischer Gewebe dient heute in erster Linie dem Erhalt der eigenen Sammlung. Ihre Aufgabe besteht einerseits in der Pflege und Erhaltung der Bestände, andererseits in der Vorbereitung und Betreuung der Textilien, die im Rahmen der Ausstellungen gezeigt werden. Es werden jedoch auch Aufträge Dritter angenommen. Im Regelfall sind dies Kirchen, andere Museen, aber auch private Sammler. Hierbei geht es jedoch nicht in erster Linie um das spurlose Beseitigen von Beschädigungen, sondern mehr um die Erhaltung der historischen Aussagefähigkeit und darum Spuren der Geschichte als Urkundenwert zu erhalten.
- Siegburger Löwenstoff

## Bibliothek
Die Präsenzbibliothek des Museums gehört mit seinen etwa 9.000 Büchern zur größten Spezialbibliothek rund um das Thema Textil. Die Bestände bieten Fachleuten und Laien einen reichen Fundus zur Recherche. Die Bibliothek beinhaltet zahlreiche seltene und kostbare Werke, die in anderen Bibliotheken nicht mehr verfügbar sind, aber auch alte Ausgaben von Modezeitschriften.

## Ausstellungen
Eine Dauerausstellung gibt es aus konservatorischen Gründen nicht, da die meisten Stücke aufgrund ihrer Empfindlichkeit nicht oder nur zeitweise ausgestellt werden können. Das Museum wechselt daher seine Ausstellung drei- bis viermal im Jahr. Es zeigt dabei Textilien aus der eigenen, aber auch aus fremden Sammlungen. Zusätzlich kann ein Querschnitt durch die reichen Bestände der Sammlung in speziellen Schubladenschränken im Foyer betrachtet werden. Zwischen den Ausstellungen ist das Museum geschlossen.
Das Museum hat bisher eine große Anzahl von international beachteten Ausstellungen gezeigt. Das Themenspektrum erstreckt sich dabei von antiken und mittelalterlichen Textilien über ostasiatische Textilkunst bis hin zur Modegeschichte und zu modernen Textilkünstlern. Dabei werden häufig Stücke aus anderen Sammlungen zusammengebracht und durch kostbare und seltene Stücke aus der eigenen Sammlung ergänzt.

## Vorträge und Führungen
Das Museum bietet zu allen Ausstellungen eine Reihe von qualifizierten Vorträgen und Führungen an.